# Jakob Mathéus
Jakob Mathéus (* 16. Dezember 1862 in Klingenmünster; † 27. August 1946 in Heidelberg) war ein bayerischer Verwaltungsjurist und bis 1928 Regierungspräsident des bayerischen Rheinkreises.

## Leben
Bis 1886 studierte Mathéus Rechtswissenschaften in Heidelberg, München und Erlangen. Er wurde 1883 Mitglied im Corps Suevia Heidelberg. Ab 1891 war er Bezirksamtsassessor in Pirmasens, seit 1899 arbeitete bei der Regierung des Rheinkreises in Speyer. 1908 wurde er zum Regierungsrat, 1917 zum Oberregierungsrat befördert. Seit 1920 war er mit Titel und Rang eines Regierungsdirektors bei der Regierung der Pfalz Stellvertreter des Regierungspräsidenten Friedrich von Chlingensperg auf Berg. Die Rheinpfalz war seit dem Kriegsende französisch besetzt, 1923/24 versuchte Frankreich, dieses Gebiet vom Freistaat Bayern und dem Deutschen Reich abzutrennen. Mathéus wurde am 24. Januar 1923 zusammen mit von Chlingensperg von der französischen Besatzungsmacht ausgewiesen. Seit 16. Juli 1923 war er als Regierungsvizepräsident mit der Wahrnehmung der Geschäfte des Regierungspräsidenten der Pfalz beauftragt, sein Dienstsitz war Heidelberg. Seit 1. Februar 1924 war er offiziell Regierungspräsident der Pfalz, am 12. September 1924 konnte er nach Speyer  zurückkehren. Am 30. Juni 1928 ging Mathéus in den Ruhestand, Nachfolger war Theodor Pfülf.